# Вигам (Џорџија)
Вигам (енгл. Whigham) град је у америчкој савезној држави Џорџија. По попису становништва из 2010. у њему је живело 471 становника.

## Демографија
Према попису становништва из 2010. у граду је живело 471 становника, што је 160 (25,4%) становника мање него 2000. године.
| Група             | 2000.       | 2010.       |
| Белци             | 384 (60,9%) | 287 (60,9%) |
| Афроамериканци    | 223 (35,3%) | 169 (35,9%) |
| Азијати           | 0 (0,0%)    | 0 (0,0%)    |
| Хиспаноамериканци | 16 (2,5%)   | 4 (0,8%)    |
| Укупно            | 631         | 471         |